# 马拉尼昂州上阿莱格雷
马拉尼昂州上阿莱格雷（葡萄牙語：Alto Alegre do Maranhão）是巴西马拉尼昂州的一个市镇。总面积420.874平方公里，总人口22347人，人口密度53.1人/平方公里。